# 印度水資源短缺
印度水資源短缺（英語：water scarcity in India）是場仍在持續進行中的危機，該國每年有數億人為此受到影響。這種短缺除影響到龐大的農村和城市人口外，也廣泛的影響到該國的生態系統和農業。印度人口數目超過14億，於全球人口的佔比為18%，但該國淡水資源在全球的佔比僅為4%。該國除淡水資源不足外，導致短缺的原因還包括在夏季季風帶來降水之前，河流及其相關水庫已經乾涸。近年由於氣候變化而導致季風延遲來臨，一些地區的水庫提前乾涸情況更為惡化。造成該國水資源短缺的其他因素還包括缺乏適當的基礎設施和政府監管，以及幾乎各水體均存在的嚴重污染問題。
印度有數個大城市在近年都經歷過缺水事件，其中於2019年發生在清奈的最為嚴重（參見2019年清奈水危機事件）。整個城市的900萬人口均受到危害，許多當地旅館、餐廳和企業為之被迫暫停營業。
由於印度全國日常用水嚴重短缺，促使許多政府和非政府組織採取嚴厲措施來解決此問題。印度政府已啟動多項計劃和項目，包括組成一個完整的"Jal Shakti（水利部）"來設法解決此問題。政府也鼓勵該國農業部門採用雨水收集、節水和更有效率的灌溉等技術。僅該國的農業部門就佔全部用水量的80%。
由於印度整體對淡水的需求不斷增加，預計該國到2025年將成為缺水國家。根據印度國家轉型研究所 (NITI Aayog) 於2019年發佈的報告，以目前最可靠的數據和模型所做的預測，該國於2030年的水需求量將是供應量的兩倍。

## 缺水的影響

### 人類
印度有數億人受到缺水問題的影響。大部分人並無可靠、持續的方式取得日常所需用水。 印度於2019年6月有65%的水庫，其水位低於正常水平，有12%是完全乾涸。由於許多城市（包括如清奈等特大城市）無法獲得自來水，居民得仰賴替代水源。該國的公共水泵分散，有許多遠離城市，供水斷斷續續且難以預測。許多印度人因而被迫花錢購買飲用水，但那些貧困階層者，包括廣大的鄉村人口則無力負擔，成為嚴重的社會問題。
當用水難以取得，人們的健康就會受威脅。當水危機發生時，整個城市人口的健康狀況就易惡化。在印度中部馬哈拉什特拉邦的拉杜爾，當90%以上的水源枯竭而導致嚴重的健康危機，人們被迫挖井取水，讓自己暴露在危險化學物質中，面臨遭受污染的風險。一些當地居民由於此危機，被迫使用已遭污染的水源。 拉杜爾在2016年6月出現健康問題的人數激增，普遍發生發燒、感染、脫水、嘔吐和腎臟疾病等症狀。此外，由於缺乏清潔飲用水，導致手術後感染和併發症的威脅升高，醫院因此無法安全地進行任何外科手術。
清奈於2019年也出現類似危機，導致暴力和抗議事件發生。當地一名婦女於2019年6月在試圖挖井取水時被鄰居刺傷。
2016年2月，一些賈特人示威者故意破壞新德里重要的供水來源 - 穆納克供水渠，導致該市陷入嚴重的水危機。這些抗議活動是對印度最高法院取消他們的其他落後階層（OBC）配額的判決所進行的報復行動（傳統上，於印度的賈特人並未被明確歸類於特定的種姓，但因其經濟地位和社會影響力，常被視為接近剎帝利（武士）的高種姓。賈特人爭取被列為其他落後階級的訴求，顯示出他們希望獲得與其他低種姓相同的福利待遇，但同時又不想完全放棄自己原有的高種姓身份。）。
所謂的"供水黑幫" （或稱"水車黑幫"） 出現也將印度水危機加劇。這類黑幫指的是非法走私清潔用水並以高價出售給當地人的水車業者。水車黑幫在中央邦首府博帕爾惡名昭彰，據報導這些份子會欺凌貧困居民和威脅同業，在社會中製造不安的氣氛。

### 生態系統
水資源短缺也對印度各地野生動物的生存造成威脅。野生動物為尋找飲用水而被迫進入當地的村莊和城市。 2016年，於坦米爾那都邦的梅圖爾和科拉圖爾兩地因乾旱而導致附近森林的水體乾涸。野地中的大象、老虎、花鹿等野生動物被迫潛入市區尋找水源。其中一些動物會攻擊人類而對當地居民構成威脅。有些動物，例如花鹿，則會受到狗的攻擊，或是在其他事故中受傷或致命。在坦米爾那都邦第二大城馬杜賴，嚴重缺水導致印度野牛在尋找水源時，發生掉入井中而喪命的事件。

### 農業
水對於印度農業的發展有非常重要的作用。農民在缺水時無法種植作物。 該國於2019年出現的乾旱除摧毀冬季作物外也將輔助作物摧毀。水資源短缺使得印度許多寶貴的農地完全無法耕作，這些地區的大部分農業活動也為之停止。 拉杜爾於2016年因缺水，導致農業舉步維艱，而出現大規模失業，約有一半勞動力面臨失業威脅，大部分經濟活動和農業地區幾乎崩潰。當地居民別無選擇，只能使用受到污染的水。農村地區的人因難找到工作，而遷移到城市中尋找機會。隨著城市中人口增加，對水的需求持續高漲，這種趨勢給本已緊張的基礎設施平添更大的壓力。

## 短缺原因

### 氣候變化
季風是一種會隨季節變動而反轉的風，伴隨著相應的降水量變化。東北季風提供印度總降水量的10%至20%，而西南季風則提供約80%的降水量。氣候變化對季風季節造成影響，成為印度降水量減少及缺水的重要原因之一。印度的季風在近年變得更為零星，同時持續期間也縮短，總降水量隨之降低。
印度的東北季風於2018年減弱44%，西南季風則減弱10%。在每年6月至9月期間導致降水的夏季西南季風，通常會推遲10天來臨，造成降水量較50年平均值減少36％。由於降水量減少，全國水庫水位隨之下降，結果是該國許多大城市出現嚴重缺水。 印度於2019年上半年有91座主要水庫的蓄水量下降32%，引發如清奈水危機事件等災害。
海平面上升對印度經濟的影響十分明顯。估計造成的損失在240億美元至360億美元之間。導致海平面上升的主因是普遍的溫室氣體排放導致全球暖化，南北兩極的冰蓋為之日益不穩定所致。印度的大量溫室氣體排放也是助長此類事件的因素之一。估計印度於2019年排放的溫室氣體佔全球的6.6%，排名在中國（27%）及美國（佔11%）之後。

### 基礎設施問題

#### 河川污染
印度因缺乏長期的水資源管理計劃，造成該國的許多河流或是乾涸，或是受到嚴重污染。恒河雖是印度最重要的河流之一，但也是污染最嚴重的。污染主要是人口稠密的城市中未經處理的生活污水、工業廢棄物以及在河流中及其沿岸舉行的宗教儀式。恒河是印度教神話中的一條聖河，每逢宗教節日，有超過七千萬人在河中沐浴，相信可因此將罪孽清除。.印度教徒火葬後所餘的骨頭和骨灰也與其他儀式廢棄物一起拋入河中。有時未完全火化的遺體也會被拋入河中，任其在水中分解。
雖然印度政府於1984年啟動所謂的恆河行動計畫（參見恆河污染#恆河行動計畫），目標為在25年的時間內將恆河淨化，但恆河仍存在高度污染，河水中有高比例的重金屬和致命化學物質，甚至可能會致癌。此行動計畫之結果不彰被歸咎於"缺乏技術"和"優先順序錯位"。其他被提出的原因還有相關設施缺乏維護以及收取的服務費用不足。

#### 地下水抽取與灌溉
印度抽取的地下水數量為全球第一，於2010年開採的數量為2,510億立方公尺（251立方公里），而同期美國所開採的為1,120億立方公尺（112平方公里）。根據印度水利部所屬中央地下水委員會 (CGWB) 的數據，該國於2007年到2017年期間的持續地下水開採，導致印度地下水位已下降61%。未受監控且沒管制的開採導致地下水大減，又同時將水資源污染，依賴這些水源來滿足日常需求的人和他們的健康均受到威脅。
NITI Aayog於2018年6月發佈的報告中提出依據每年地下水補給速率和抽取數量（更深處的含水層未列入考慮），估計該國到2020年，包括首都新德里在內,至少有21個印度主要城市的地下水將會完全耗盡。自報告發佈後，所列大城市中如班加羅爾、清奈和新德里等均不斷出現地下水短缺的通報。然而該國於近期也出現地下水位變化的報告，例如由於COVID-19疫情而實施封城，導致用水減少和降水量顯著增加，班加羅爾的地下水位在2021年開始有所回升。然而這類地下水位上升並未被認為是下降趨勢已發生逆轉。班加羅爾於2023年又再次出現地下水短缺的情事。印度水利部此後發佈一份新聞稿，闡述截至該國自2020年起的地下水位更新資訊，以及為避免這種情況而採取的措施，包括人工地下水補給、雨水收集和地下含水層測繪和管理計劃。於2018年發佈的一則報告指出印度每年約有20萬人因缺乏安全飲用水而致過早死亡。
印度全國有一半以上的用水由抽取地下水以提供，抽取的地下水中有近89%用於農業灌溉。傳統舊式灌溉技術也是造成水危機的罪魁禍首，因為在灌溉過程中有大部分水會流失和蒸發。

#### 浪費
中央地下水委員會表示雖然氣候變化會導致降水量減少，供水量隨之減少，但中國的降水量仍足以滿足該國超過10億人的用水需求。而印度的雨水收集措施僅利用到該國降水量的8%。由於印度城市化進展迅速，而人口增長和城市規劃指導方針執行效率低下，導致許多用於收集雨水的池塘已經消失。
印度也缺乏污水處理和再利用的設施。約有80%的生活污水被當作廢棄物，排入其他水體（如河流），最終流入孟加拉灣和阿拉伯海等海洋。印度中央污染控制委員會（CPCB）發佈的一項研究報告，估計該國每日生活污水產生量為723.68億公升（MLD），而該國處理能力僅為每日31,841億公升（佔產生量的42%），而處理能力中僅有20,235億公升（佔產生量的28%，佔處理能力的75%）受到利用。其餘的污水被釋入環境中，造成污染、傳播疾病並危害野生動物。鑑於供應給城市地區的水中有80%會成為污水，應可經過處理並重新用於工業活動或農業灌溉，從而緩解用水需求，並降低污染水平。印度農業用水量佔所有用水的80%，這項回收利用的措施尤能發揮作用。估計該國於2021年，如能將污水回收及再利用，將可生產2,800萬噸特定農產品，取得約值9,660億印度盧比的收益。然而根據報導，印度目前排名在前的5個邦，其污水處理能力即佔全國裝置容量的60%，而僅有10個邦實施污水處理及回收利用政策。印度從2014年到2020年期間將該國污水處理廠的容量增加40%，預計整體污水處理覆蓋率將從2021年的42%，增長到2050年的80%。
人們對印度政府有關污水處理的政策提出批評，包括缺乏激勵措施、執行機制或特定品質標準。中央政府為解決污水處理不力的問題，於2022年11月發佈《國家處理水安全回用框架》，為各類用水制定嚴格品質規範，並建立完善監管機制，同時提供國家與地方層級的實施建議。此外，框架也深入探討推動過程中可能面臨的挑戰，並提出多種可行的商業解決方案。雖然該框架因未根據用例提供明確定義的標準而受批評，但被認為已是朝正確方向邁出的一步。據悉水利部被賦予為該框架作整體解釋、協調和指導的責任。

## 改進措施

### 政府方面
印度政府為滿足該國不斷增長的用水需求，在過去3年對多個部門進行改革，並啟動多個供水項目。改革措施包括設立一個新的水務部（Jal Shakti Ministry），還在主要河流和地下水源地啟動多個計畫。印度政府聲稱新的部門和計畫除能增強水資源儲備能力和保護目前遭受過度開採的地區外，還可將整個國家的用水效率提高20%。

#### 透過重組以建立新部門
印度總理納倫德拉·莫迪於2019年6月推出一項名為"全民到2024年皆有自來水"的新計畫，藉此整合不同水資源管理部門，以共同解決地下水和地表水的枯竭問題。 新成立的水利部負責發佈水資源使用政策指南，規範和主導水資源相關項目，並處理國際和各邦之間的水資源合作、實施和談判。
印度的水資源在水利部成立之前，係由地方政府或聯邦政府的不同部門管理。新部門由原有的印度水資源、河流開發和恒河復興部與原有的印度飲用水和污水處理部合併而成。重組的目的在防止各部門相互衝突和功能重疊。 水利部負責管理印度全國水資源的財政和技術資源、政策支持和污染監管部署。

#### 恆河清潔計畫
恆河在印度被視為一條聖河，為印度北部數百萬人提供飲水。但由於嚴重的水污染，它在2007年被評為世界10條最危險的河流之一。
第一個恆河清潔計畫（恆河行動計畫）於1985年啟動，目的在解決恆河污染問題，之後逐漸擴大到清潔印度的其他河流。該國在過去的20年中已花費超過1億英鎊等值的資金來減輕工業污染對河流和其他水體的影響。然而這項行動計畫經歷多年，並未取得任何顯著成果。印度中央污染控制委員會和國家綠色法庭於2018年報告稱，恆河中只有7%區域中的河水可供安全飲用，只有約10%的水可供安全沐浴。
莫迪政府為處理政府在解決水危機方面的無能問題，宣佈將啟動更多新的投資項目，並同時制定新政策來治理恆河和其他河流的污染。

### 非政府組織方面
印度有許多非政府組織，致力於為受影響地區的公民解決缺水問題，如"FORCE Group"和"Safe Water Network（安全水網絡）"等一些組織積極參與應對該國的水危機。 "We are Water Foundation"和聯合國兒童基金會等國際組織也非常積極參與緩解印度村莊的基本供水和污水處理問題。
大多數非政府組織均致力於提高社會意識，並為該國受嚴重影響地區建立水資源計畫。

#### 提高社會意識
大多數非政府組織將提高社會意識視為其主要職責之一。他們積極參與教導當地人如何保護水資源，以及如何透過安裝新的集水站和改進灌溉技術來提高用水效率。
"We are Water Foundation"每年都會發行紀錄片，將印度嚴重的水資源短缺問題傳播，以提高社會意識。此組織在紀錄片中列出印度水資源短缺的主要原因，以及每個平民可如何盡力在自己的家中節約用水。這些紀錄片在印度農村地區尤其重要，因為當地居民無直接參與政府計畫的管道。

#### 建立水資源項目
許多於印度的非政府組織都參與在當地農村建立集水設施。例如在馬哈拉什特拉邦艾哈邁德訥格爾附近的帕爾韋布德魯克 (Palve Budruk) 的村民在聯合國兒童基金會的支持下，制定覆蓋1,435公頃的集水區計劃 - 超過可用土地的80%。此系統由3個水壩、20個渠道堤防、兩個與主池塘相連的小型滲濾池和19個村莊池塘組成。滲濾池中的水僅供家庭使用。每天早上提供一小時的自來水，以供家庭飲用水和烹飪之用。
恆河之水基金會（Jal Bhagirathi Foundation）是印度最著名的非營利組織之一，致力於解決拉賈斯坦邦沙漠地區的水資源短缺問題。此基金會已協助該地區550多個村莊，重建2,000多個集水設施。此組織聲稱每年已收集超過40億公升水，並將100多公頃貧瘠土地復育。此組織還積極與當地的學校合作，為他們提供安全用水和污水處理設施。 基金會也積極參與提高人們對節約用水的概念，也因此獲得無數獎項。

### 解決方案與技術

#### 收集雨水
雨水收集是先將雨水捕集，再進行地下水補給的創新方式。為達到用水自給自足的目的，許多房舍都建造自用的雨水收集設施。生物群落環境信託基金（Biome Environmental Trust）和湖泊之友（Friends of Lakes）在在班加羅爾發起公民倡議，挖掘多達100萬個供地下水補給之用的井，透過漏斗將收集而來的雨水注入地下水層。預計這項倡議最多可將雨水總量的60%收集。許多政府支持的新創公司（例如 NeeRain）也提供收集雨水的方法，用來補給地下水層。

#### 興建海岸水庫
所謂海岸水庫是在河口三角洲附近興建淡水水庫，而不會發生徵收土地和森林淹沒與居民搬遷等問題，是種適合的選項。這些多用途儲水庫可以低成本建造，為灌溉、飲用水、工業、土壤排鹽、基流、環境流等所有需求提供充足的水，讓印度缺水地區受益。印度並非缺水，而是印度的水資源未被充分利用，而讓其平白流失。

#### 海水淡化
海水淡化是一種解決水資源短缺問題的潛在手段，特別是在沿海地區。海水淡化涉及將海水中的鹽分去除，使其適合飲用。以色列已在過去的幾十年裡開發出一種系統方法，將海水淡化後供工業和家庭使用。印度已考慮在沿海地區附近興建海水淡化廠，以滿足如清奈等城市的用水需求。

#### 灌溉技術
印度農業僱用該國近44%的勞動人口，是該國最重要的產業之一。而印度所抽取的地下水中有高達80%用於灌溉。印度農業研究所在過去幾十年持續推廣滴灌技術，以緩解水資源的耗用。滴灌的優點是適於全國各種地形。此外，此技術可根據土壤濕度調整供水量，讓農民更能有效利用得來不易的水。滴灌技術經由印度政府協助，已在過去15年中大幅增加。目前有近351,000公頃的農地採用滴灌，而在1960年代只有40公頃農地採用。

## 近期事件

### 2019年清奈水危機事件
印度清奈於2019年6月因四個主要水庫完全乾涸，而面臨嚴重缺水。清奈是印度第6大城市，約有900萬人口。這場缺水事件對當地的人口造成非常嚴重的影響，數以百計的人每日提著空桶排隊數小時等待水車蒞臨。該市的許多餐廳和旅館因缺水而無法營業。隨著危機惡化，即使是該市以往蓬勃發展的資訊科技和汽車製造業者也被迫要求員工在家工作。該市每天的日常用水量為8.3億公升，但當時只有5.25億公升的供應量 。 清奈市立自來水廠（Chennai Metro Water｝被迫將每日供水量削減40%以應對危機。政府則派遣水車將水送入居民區，也透過一列每天運水1,000萬公升的專用火車由城外運水進城。

## 外部連結
- . Rediff. 2009-12-11  [2019-06-26].
- . Deccan Herald. 2010-06-01  [2019-06-26].
- 的存檔，存档日期2022-06-25.